# Valkokeri
Valkokeri är ett slags moderfartyg till valfångstfartyg där fångade valar slaktas och köttet bereds innan det fraktas vidare i land.
De första valkokerierna var ombyggda handelsfartyg, men efterhand byggdes specialfartyg med en ramp eller slip i aktern för att få upp valarna i fartyget. På övre däck skedde själva flänsningen och styckningen och på mellersta däck den industriella bearbetningen.
Valoljan, som var den viktigaste produkten, förvarades i stora tankar på nedersta däck.  

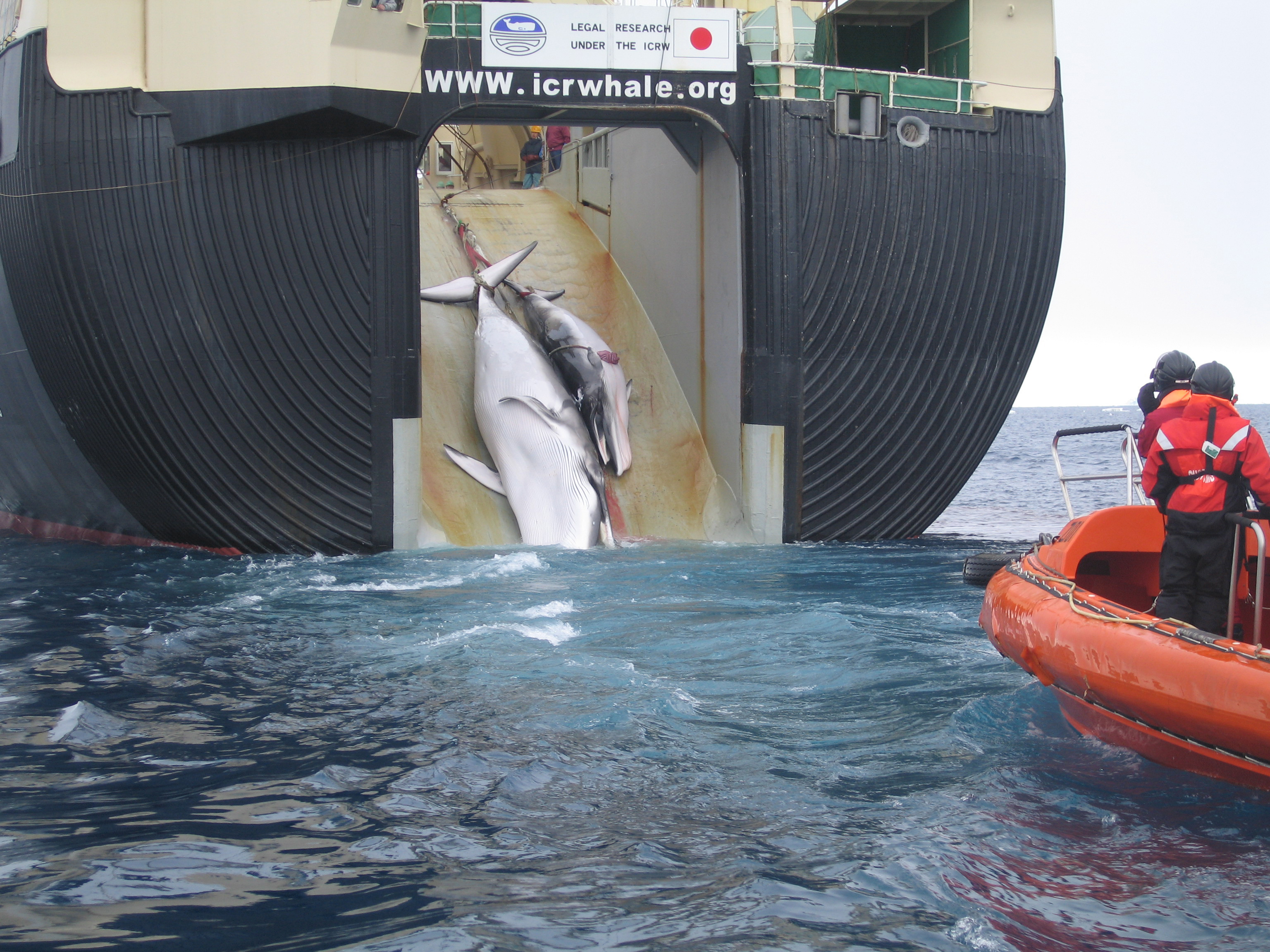
Vikvalar på rampen till det japanska forsknings- och valfångstfartyget Nisshin Maru.